# Lockwisch
Lockwisch – dzielnica miasta Schönberg w Niemczech, w kraju związkowym Meklemburgia-Pomorze Przednie, w powiecie Nordwestmecklenburg, w Związku Gmin Schönberger Land. Do 31 grudnia 2018 samodzielna gmina